# Superintendência do Desenvolvimento da Amazônia
A Superintendência do Desenvolvimento da Amazônia (SUDAM) é uma autarquia do governo federal do Brasil, criada no governo do presidente Castelo Branco em 1966, com a finalidade de promover o desenvolvimento da região amazônica, gerando incentivos fiscais e financeiros especiais para atrair investidores privados, nacionais e internacionais. Ela tem sede e foro em Belém, e é vinculada ao Ministério do Desenvolvimento Regional.
A atual área de abrangência da Amazônia Legal, corresponde em sua totalidade os estados do Acre, Amapá, Amazonas, Mato Grosso, Pará, Rondônia, Roraima e Tocantins e parcialmente, o estado do Maranhão  (a oeste do meridiano de 44º de longitude oeste), perfazendo um superfície de aproximadamente 5.217.423 km² correspondente a cerca de 61% do território brasileiro.
A atuação da SUDAM obedece aos fundamentos, objetivos, diretrizes e instrumentos da Política de Desenvolvimento Nacional Integrada e do Plano de Desenvolvimento da Amazônia e é efetuada em articulação com o Conselho Deliberativo para o Desenvolvimento da Amazônia, órgãos e entidades públicas dos Governos federal, estaduais e municipais que atuam na Região e a sociedade civil organizada.

## História
A SUDAM veio a substituir uma outra autarquia denominada "Superintendência do Plano de Valorização Econômica da Amazônia" (SPVEA), criada por Getúlio Vargas em 1953, cujo objetivo também era o desenvolvimento da região amazônica. A SPVEA, que era diretamente subordinada à Presidência da República, teve sua sede oficialmente instalada em Belém, em 21 de setembro de 1953, tendo como primeiro superintendente Arthur César Ferreira Reis.
Faziam parte da SPVEA em sua fundação os nove estados e territórios federais: Pará, Amazonas, Maranhão, Mato Grosso, Goiás, Território do Acre, Território do Amapá, Território do Rio Branco-Roraima e Território do Guaporé-Rondônia.
O sucesso inicial da SPVEA como agência de fomento para a Amazônia Legal, estimulou o presidente Juscelino Kubitschek a criar a Sudene – Superintendência de Desenvolvimento do Nordeste. A SPVEA aplicou substanciais recursos financeiros no fomento agrícola e pecuário (em seus primeiros anos principalmente no setor gomífero).
Em 14 de setembro de 1966, o Grupo de Trabalho da Amazônia, encaminhou ao presidente Castelo Branco, o projeto de lei votado pelo Congresso Nacional, que resultou na Lei nº 5.173, de 27 de outubro de 1966, extinguindo a SPVEA e criando a SUDAM, com outros mecanismos para agilizar a sua atuação e um estrutura diferenciada. Em 27 de outubro de 1966, o Presidente Castelo Branco sancionou a Lei nº 5.174, dispondo sobre a concessão de incentivos fiscais em favor da Região Amazônica. A Lei nº 5.174 era marcada pela liberalidade que conferia as pessoas jurídicas. Além da isenção de impostos de renda, taxas federais, atividades industriais, agrícolas, pecuárias e de serviços básicos, dava isenção de impostos e taxas para importação de máquinas e equipamentos, bem como para bens doados por entidades estrangeiras.
No período compreendido entre os anos de 1998 e 1999, 20 dos 151 projetos financiados pela Sudam, na região da rodovia Transamazônica (BR-230), a Polícia Federal e o Ministério Público Federal encontraram irregularidades. Dos R$ 547 milhões liberados para esses projetos, cerca de R$ 132 milhões foram desviados em um grande esquema de corrupção que levou a quase extinção da autarquia. Apontado pela justiça, que decretou sua prisão preventiva, como "chefe da quadrilha" que desviou recursos da instituição, o senador Jader Barbalho (PMDB-PA) – ex-governador do Pará, ex-presidente do Congresso Nacional – não permaneceu preso e nunca foi julgado pelos crimes cometidos.
Em 24 de agosto de 2001, o presidente Fernando Henrique Cardoso, na medida provisória nº. 2.157-5 e instalada pelo decreto n° 4.125, de 13 de fevereiro de 2002, criou a Agência de Desenvolvimento da Amazônia (ADA) e extinguiu a SUDAM, devido às inúmeras denúncias de corrupção envolvendo a organização. Esta decisão foi tomada após várias críticas quanto à eficiência desta autarquia, passando a ser a responsável pelo gerenciamento dos programas relativos à Amazônia Legal.
Em agosto de 2003 o presidente Luiz Inácio Lula da Silva, anuncia a recriação da Superintendência de Desenvolvimento da Amazônia (SUDAM). Com a Lei Complementar 124/07, a Sudam foi reimplantada, sendo extinta a ADA.

## Incentivos fiscais concedidos
- Redução de 75% do IRPJ: Desde que a fábrica esteja situada na Amazônia Legal, que a atividade empreendida esteja classificada como "prioritária para o desenvolvimento regional" de acordo com o Decreto 4.212/2002 e que a indústria produza efetivamente pelo menos 20% da capacidade total de suas instalações.[5][6]
- Isenção do IRPJ: Desde que a unidade produtora encontre-se na Amazônia Legal e em fase de reforma (modernização, ampliação, etc.) ou instalação, e seja categorizada como fabricante de máquinas, equipamentos, instrumentos e dispositivos baseados em tecnologia digital. Além disso, pelo menos 20% da total capacidade de produção das instalações fabris deverão estar sendo efetivamente produzidos.[5][7]
- Reinvestimento de 30% do IRPJ: Desde que a fábrica esteja situada na Amazônia Legal, que a atividade empreendida esteja classificada como "prioritária para o desenvolvimento regional" de acordo com o Decreto 4.212/2002 e que esteja de acordo com o §3º Art.27 da Portaria MIN 283/2013.
- Depreciação Acelerada: Desde que a empresa já usufrua da redução de 75% do IRPJ, citada anteriormente, e cuja unidade produtora situe-se em microrregiões menos desenvolvidas da Amazônia Legal.

## Objetivos estratégicos
1. Gerar, catalisar e difundir o conhecimento global sobre a Amazônia.
2. Propor políticas e ações de interesse para o desenvolvimento regional.
3. Buscar fontes alternativas de financiamento, inclusive no nível internacional.
4. Atuar como fonte de informação sobre oportunidades de investimentos na Amazônia.
5. Apoiar decisões de empresários e potenciais investidores na Amazônia.
6. Desenvolver marketing institucional e da Amazônia, como marca global.
7. Criar condições para a entrada de investimentos.

A Sudene foi criticada pelo seu fomento ao desmatamento da Floresta Amazônica.